# Tiếng Nùng
Tiếng Nùng là một nhóm các ngôn ngữ thuộc nhánh Tai Trung tâm trong ngữ chi Tai của ngữ hệ Tai-Kadai. Các cư dân nói nhóm ngôn ngữ này được chính phủ Việt Nam phân loại là người Nùng. Ngôn ngữ này được nói chủ yếu ở các tỉnh Lạng Sơn và Cao Bằng, Việt Nam.

## Phân bố
Theo Tổng điều tra dân số và nhà ở năm 2009, người Nùng ở Việt Nam có dân số 968.800 người, là dân tộc có dân số đứng thứ 7 tại Việt Nam, có mặt trên tất cả 63 tỉnh, thành phố, tập trung tại các tỉnh Lạng Sơn, Cao Bằng, Bắc Giang, Đắk Lắk, Hà Giang, Thái Nguyên, Lào Cai, Đắk Nông, Bắc Kạn, Lâm Đồng, Bình Phước, Đồng Nai, Tuyên Quang, Yên Bái, Gia Lai. Số người nói tiếng Nùng có thể nhỏ hơn số liệu trên chút ít.
Các nhóm địa phương của người Nùng như Nùng An, Nùng Phàn Sình, Nùng Cháo, Nùng Dín, Nùng Xuồng có sự khác biệt ít nhiều về ngôn ngữ, bao gồm ngữ âm và một phần từ vựng giữa tiếng nói các địa phương. Tiếng Nùng An phát âm gần như tiếng Cao Lan – Sán Chay và tiếng Giáy. Tiếng nói người Nùng Phủ được ảnh hưởng bởi âm sắc của tiếng Tày.

## Các phương ngữ

Bản đồ phân bố các ngôn ngữ Nùng, Tày, Tráng thuộc nhóm Tai trung tâm tại Việt Nam và Trung Quốc.

Tiếng Nùng bao gồm nhiều phương ngữ, một vài trong số đó được liệt kê như sau:

### Cao Bằng
- Nùng An được nói ở Quảng Uyên, huyện Quảng Hòa, tỉnh Cao Bằng. Giống những người nói tiếng Tráng ở Long An (Long'an 隆安), huyện Tĩnh Tây (Jingxi 靖西县), tỉnh Quảng Tây, Nùng An mang cả hai đặc điểm của Tai Trung Tâm và Tai Bắc.

### Lạng Sơn
- Nùng Phản Slình được nói ở huyện Cao Lộc, Bình Gia, Văn Quan, Chi Lăng, tỉnh Lạng Sơn và huyện Yên Thế, Lạng Giang của tỉnh Bắc Giang. Phản/Fản Slình là một từ tiếng Nùng tương đương với Wancheng (萬承) trong tiếng Hán (Vạn Chửng trong tiếng Việt).[6] Nùng Phản Slình có khoảng 100.000 người nói (theo Freiberger, 1976a). Tư liệu của Freiberger (1976a) dựa trên phương ngữ Nùng Phạn Slinh được nói bởi những người tị nạn từ tỉnh Bắc Giang đã di cư đến tỉnh Lâm Đồng vào năm 1954 (khi đó gọi là tỉnh Tuyên Đức, bao gồm Đà Lạt và các huyện Đơn Dương, Đức Trọng và Lạc Dương[7]). Freiberger (1976) cũng ghi nhận sự hiện diện của người Nùng Phạn Slinh tị nạn tại tỉnh Biên Hòa và tỉnh Long khánh, đều là các đơn vị hành chính cũ của miền Nam Việt Nam.
- Nùng Cháo được nói ở huyện Văn Quan, Văn Lãng, Tràng Định tỉnh Lạng Sơn, huyện Nà Rì tỉnh Bắc Cạn và huyện Võ Nhai tỉnh Thái Nguyên. Phương ngữ Nùng Cháo tương đồng với Tráng Long Châu của William J. Gedney.
- Nùng Inh được nói ở huyện Chi Lăng, Hữu Lũng, Bình Gia, Văn Quang tỉnh Lạng Sơn. Phương ngữ Nùng Inh tương đồng với Nùng Phía Tây ở Mường Khương, tỉnh Lào Cai.

### Lào Cai
- Nùng Dín được nói ở huyện Hoàng Su Phì, Xín Mần thuộc tỉnh Hà Giang và Bắc Hà, Mường Khương thuộc tỉnh Lào Cai.[8] Nùng Dín cùng các phương ngữ Nùng ở Vân Nam Trung Quốc được coi là Nùng Phía Tây; đây là những phương ngữ Nùng nằm giáp ranh giữa nhóm Tai Trung Tâm và Tai Tây Nam.[8]

### Khác
Nùng Vẻn (En) là một ngôn ngữ trước kia không được phân loại ra khỏi các ngôn ngữ Tai Trung Tâm. Cuối thập niên 1990, nhà ngôn ngữ học Hoàng Văn Ma đầu tiên nhận ra nó không phải là một ngôn ngữ Tai. Năm 1998, Hoàng Văn Ma và Jerold A. Edmondson phát hiện đó là một ngôn ngữ thuộc ngữ chi Kadai (Kra). Các nhà nghiên cứu thẩm định rằng Nùng Vẻn có quan hệ gần gũi nhất với tiếng Bố Ương (Buyang, 布央语). Các cư dân nói tiếng Nùng Vẻn được chính phủ Việt Nam phân loại là người Nùng.

## Ngữ âm
Sau đây là các âm của tiếng Nùng:

### Phụ âm
|              |           | Môi | Lợi | Sau lợi | Ngạc cứng | Ngạc cứng | Ngạc mềm | Thanh hầu |
| ------------ | --------- | --- | --- | ------- | --------- | --------- | -------- | --------- |
| Mũi          | Mũi       | m   | n   |         | ɲ         | ɲ         | ŋ        |           |
| Tắc/ Tắc xát | vô thanh  | p   | t   | tʃ      |           |           | k        | ʔ         |
| Tắc/ Tắc xát | bật hơi   | pʰ  | tʰ  |         |           |           | kʰ       |           |
| Tắc/ Tắc xát | hút vào   | ɓ   | ɗ   |         |           |           |          |           |
| Xát          | vô thanh  | f   | s   |         |           |           |          | h         |
| Xát          | hữu thanh | v   |     | ʐ       |           |           |          |           |
| Xát          | cạnh lưỡi |     | ɬ   |         |           |           |          |           |
| Tiếp cận     | Tiếp cận  | w   | l   |         | j         | j̈         |          |           |

| Âm vị | Biến thể |
| ----- | -------- |
| /kʰ/  | [kˣ]     |
| /w/   | [u̯]      |
| /j/   | [i̯]      |
| /j̈/   | [ɨ̯], [ɰ] |

### Nguyên âm
|          | Trước | Giữa | Sau  |
| -------- | ----- | ---- | ---- |
| Đóng     | i iː  | ɨ ɨː | u uː |
| Nửa đóng | eː    |      | oː   |
| Vừa      |       | əː   |      |
| Nửa mở   |       |      | ɔ ɔː |
| Mở       | æ æː  | a aː |      |

| Âm vị | Biến thể | Ghi chú            |
| ----- | -------- | ------------------ |
| /eː/  | [eᵊ]     | Trong âm tiết đóng |
| /æ/   | [ɛ]      |                    |
| /ɨ/   | [ɯ]      |                    |
| /ɨː/  | [ɯː]     |                    |
| /əː/  | [ə]      | Trong âm tiết đóng |
| /uː/  | [uᵊ]     | trước âm /n/       |
| /oː/  | [oᵊ]     | trước âm /n/       |
| /ɔː/  | [ɒ]      |                    |
| /ɔ/   | [ɔʷ]     | trước âm /ŋ/       |

### Thanh điệu
Tiếng Nùng có sáu thanh điệu:
| Thanh điệu | Thanh điệu |
| ---------- | ---------- |
| á          | ˦          |
| a          | ˧          |
| à          | ˨          |
| a᷆          | ˨˩         |
| á+tắc      | ˦ʔ         |
| à+tắc      | ˨ʔ         |

## Từ vựng

#### Từ thuần Tày Nùng
Các từ thuần Tai chiếm tuyệt đại đa số trong kho từ vựng và thường thuộc vốn từ cơ bản, có mặt ở tất cả các lớp từ, nhất là các từ chỉ các hiện thượng thiên nhiên, các bộ phận cơ thể, các hoạt động, tính chất...
Mừ (tay), nả (mặt), đông/đung (rừng), tha vằn (mặt trời), kin (ăn), pay (đi), nòn (ngủ), hảy (khóc), đeng (đỏ), đay (tốt), slâư (trong, sạch), cau (tao)...

#### Từ mượn tiếng Hán
Các từ mượn tiếng Hán đi vào vốn từ vựng tiếng Tày Nùng vào những thời kỳ khác nhau. Đối với nhiều từ, người Tày Nùng hiện nay không ý thức được đấy là những từ mượn gốc Hán nữa.
- Số từ: ết (một), nhì (hai), slam (ba), pét (tám)...

| Số đếm | Nùng   | *Tai Nguyên Thủy Pittayaporn (2009) | Hán Cổ | Hậu Hán  | *Hán Thượng Cổ         |
| ------ | ------ | ----------------------------------- | ------ | -------- | ---------------------- |
| 2      | ɬoŋ35  | *so:ŋA                              | ṣåŋ    | ṣɔŋ      | *srôŋ                  |
| 3      | ɬam35  | *sa:m                               | sâm    | sɑm/ səm | *sə̂m                   |
| 4      | ɬi13   | *si:B                               | siC    | sis      | *sis/ slis             |
| 5      | ha31   | *ha:C                               | ŋuoB   | ŋɑB      | *ŋâɁ                   |
| 6      | hoːk31 | *krokD                              | ljuk   | liuk     | *ruk; *C-rjuk (Baxter) |
| 7      | ɕɛt35  | *cetD                               | tsʰjet | tsʰit    | *tsʰit < *snhit        |
| 8      | pet13  | *pe:tD                              | păt    | pɛt      | *prêt                  |
| 9      | kau31  | *kɤwC                               | kjəuB  | kuB      | *kuɁ/ kwəɁ             |
| 10     | ɬiːp35 | *sipD (Li 1977)                     | dʑip   | —        | *gip                   |

- Động vật, sự vật: mạ (ngựa), an (yên ngựa), tắng (ghế), chỉa (giấy)...
- Từ chỉ tính chất: quảng (rộng), đáo (hồng)...
- Từ chỉ hoạt động: xỉnh (mời), chiềng (thưa), sleng (sinh), sloán (tính)...
- Từ xưng hô: nỉ (cậu, anh), ngỏ (tôi, tớ)...

#### Từ mượn tiếng Việt
Từ mượn tiếng Việt gồm hai loại lớn: từ thuần Việt và từ Việt gốc nước ngoài (chủ yếu là từ Hán-Việt)
- Các từ mượn thuần Việt là những từ thường dùng hàng ngày: hòm (hòm), khóa (khóa), đồng hồ (đồng hồ), xe đạp (xe đạp)...
- Các từ mượn Hán-Việt là các thuật ngữ thuộc lĩnh vực kinh tế, chính trị, kỹ thuật và các hiện tượng xã hội: chính phủ, hành chính, toán, văn, công nhân, điện, mậu dịch, bệnh viện, nông trường...

## Đại từ nhân xưng
|          | Ngôi thứ nhất  | Ngôi thứ hai  | Ngôi thứ ba |
| -------- | -------------- | ------------- | ----------- |
| Số ít    | Khỏi (tôi)     | mầư/mầng/mưng | mền/te      |
| Số ít    | Ngỏ (tôi, tớ)  | nỉ            |             |
| Số ít    | Câu, cau (tao) |               |             |
| Số nhiều | boong khỏi     | boong mầư     | boong mền   |
| Số nhiều | boong ngỏ      | boong nỉ      |             |
| Số nhiều | boong câu/cau  |               |             |

Các đại từ số ít được dùng trong những cảnh huống khác nhau.
Khỏi là đại từ được người ở vị trí thấp sử dụng để xưng với những người ở vị thế cao hơn, có giá trị biểu cảm lịch sự, kính trọng.
Câu/Cau tạo thành cặp xưng hô tương liên Câu/Cau (tao) - Mầư/Mưng (mày). Tùy theo vị thế của người sử dụng, câu/cau có sắc thái biểu cảm khác nhau: thân mật, suồng sã...
Ngỏ tạo thành cặp xưng hô tương liên với nỉ (ngôi thứ 2). Ngỏ thường thường được sử dụng để xưng hô giữa những người có vị thế ngang vai. Với sắc thái thân mật gần gũi, ngò được dùng rộng rãi trong nhiều hoàn cảnh giao tiếp khác nhau: giữa bạn bè, vợ chồng...
Ngoài những đại từ dùng trên, trong tiếng Tày Nùng còn có các đại từ xưng gọi ngôi gộp, như: hau (ta), ràu/làu (mình), rà (mình). Những đại từ này được sử dụng nhiều trong thơ ca dân tộc Tày Nùng.

## So sánh

#### So sánh với một số ngôn ngữ Tai Trung Tâm
| Nghĩa            | Tai Nguyên Thủy     | Nùng Dín    | Nùng Giang  | Nùng Lòi                | Nùng Phản Slình | Nùng Inh    | Nùng Cháo               | Nùng An      | Tày Hòa An  | Tày Tràng Định | Tày Hoàng Su Phì |
| ---------------- | ------------------- | ----------- | ----------- | ----------------------- | --------------- | ----------- | ----------------------- | ------------ | ----------- | -------------- | ---------------- |
| Ăn               | *kɯɲA               | cǐn323      | kǐn33       | kǐn33                   | kǐn33           | kǐn33       | kǐn33                   | kɤ̌n33        | kǐn33       | kǐn33          | cǐn323           |
| Bay              | *ɓilA               | ʔbăn323     | ʔbăn33      | ʔbǐn33                  | ʔben33          | ʔbǐn33      | ʔbǐn33                  | ʔbĕn323      | ʔbɤ̆n33      | ʔben33         | ʔbɛ̆n323          |
| Bơi              | *lo:jA              | săw323      | pop45 pja33 | vaj323                  | vjw31           | vaj323      | pɔt33 pja33             | ʑiw31        | lɔj31       | lɔj31          | lɔj33            |
| Bụng             | *dwu:ŋC             | toŋ45       | toŋ21       | mŭk45 mɔ̆k45             | tɔŋ21           | tɔŋ21       | mŭk45                   | tŭŋ33        | d̤ɔŋ21       | tɔŋ21          | mɛ31 tɔŋ21       |
| Cá               | *pla:A              | pa323       | pja33       | pja33/ ca33             | pa33            | ca33        | pja33                   | pa33         | pja33       | pja33          | pja323           |
| Cái gì           | —                   | ka31 răŋ33  | ki33 răŋ33  | ka33 lăŋ33/ i45 lăŋ33   | ʔăn33 lăŋ31     | ʔăn33 lăŋ33 | ʔăn33 lăŋ33/ ŋɛ45 lăŋ33 | ʔăn33 mɯŋ21  | ʔăn33 lăŋ33 | ʔăn33 lăŋ33    | ka31 răŋ33       |
| Cát              | *zwɯəjA             | saj33       | ɬaj31       | ɬaj323                  | ɬaj33           | ɬaj31       | hĭn33 ɬaj31             | ɬaj31        | raj31       | zaj31          | ɬaj33            |
| Chân             | *p.qa:A             | kʰa323      | kʰa33       | kʰa33                   | kʰa323          | kʰa33       | kʰa33                   | kʰa323       | kʰa33       | kʰa33          | kʰa323           |
| Chết             | *p.ta:jA            | tʰaj323     | tʰaj33      | haj33/ tʰaj33           | tʰaj323         | tʰaj33      | haj33                   | tʰaj323      | tʰaj33      | tʰaj33         | tʰaj323          |
| Chim             | *C̬.nokD             | nɔk33       | nɔ̆k21       | nŭk21/ nɔk21            | nɔk21           | nɔk21       | nŭk21                   | nɔk21        | nŏk21       | nŏk21          | nɔk45            |
| Chó              | *ʰma:A              | ma323       | ma33        | ma33                    | ma33            | ma33        | ma33                    | ma33         | ma33        | ma323          | ma323            |
| Cổ               | *ɣo:A               | kɔk45 ho33  | vo31        | ko31/ kʰɔ31             | ho33            | hɔ31        | kɔ31                    | hɔ31         | gɔ31        | kɔ31           | kʰɔ33            |
| Dài              | *rɯjA               | ri33        | rɤ̆j31       | ɬi31                    | hi33            | li33        | ɬi33                    | răj31        | ri31        | ɬi31           | ri33             |
| Đá               | *tri:lA             | mak21 pa323 | tʰɤ̆n33      | hĭn33/ tʰĭn33           | tʰĭn323         | tʰĭn33      | hĭn33                   | tʰĭn33       | tʰĭn33      | hĭn33          | hĭn323           |
| Đàn bà           | —                   | pʰu31 ɲĭŋ33 | me323 ɲĕŋ31 | ti11 mɛ11/ mɛ33 ɲiŋ31   | tɔj31 mɛ11      | tɔj11 mɛ11  | tɔj31 mɛ11              | hun31 ʔbɯk45 | mɛ323 ɲĭŋ31 | mɛ323 ɲĭŋ31    | pʰu31 ɲĭŋ33      |
| Đàn ông          | *ʑa:jA              | pʰu31 caj33 | po323 saj31 | ti11 pɔ11/ pʰu323 saj31 | tɔj31 po11      | tɔj31 pɔ11  | tɔj31 pɔ11              | hun31 ɬaj323 | b̤ɔ323 zaj31 | pɔ323 caj31    | pʰu31 caj31      |
| Không (phủ định) | *ɓawB/ *bo:B/ *mi:A | ʔbo31       | mɤ̆j31       | mi31                    | mi45            | mi45        | mi45                    | ʔbɔ21        | ʔbo45       | bɤ̆w45          | ʔbo31            |
| Người            | *ɢwɯnA              | kɔ̆n33       | kɤ̆n31       | kʰɯ̆n31                  | kɯ̆n31           | kɯ̆n31       | kɯ̆n31                   | hŭn31        | kɤ̆n31       | kɤ̆n31          | kăn33            |

## Chữ viết
Người Nùng dùng chữ Hán hay chữ Nôm Nùng (được phát triển khoảng thế kỷ 17) để ghi chép thơ ca và truyện cổ dân gian. Bài Mo Nùng được ghi bằng chữ Nôm trên giấy bản, gia phả nhiều dòng họ còn giữ lại cũng được ghi bằng chữ Nôm Nùng. Năm 1924, tiếng Nùng lần đầu tiên được ghi theo hệ chữ Latinh nhờ các công trình của linh mục người Pháp François M. Savina. Viện Ngôn Ngữ Học Mùa Hè (Summer Institute of Linguistics - SIL International) trước năm 1975 cũng có một bộ chữ cho người Nùng Phản Slình sống ở miền nam Việt Nam. Ở miền bắc Việt Nam, có thêm phương án chữ Tày-Nùng dựa trên cơ sở chữ quốc ngữ từ năm 1961.

### Chữ Nùng Phản Slình
Bộ chữ Nùng  Phản Slình của Viện Ngôn Ngữ Học Mùa Hè (Summer Institute of Linguistics - SIL International) dựa trên thổ ngữ của người Nùng Phản Slình tại tỉnh Bắc Giang. Sau hiệp định Geneva năm 1954, có khoảng 45.000 người Nùng di cư vào các tỉnh phía nam và một số định cư tại tỉnh Tuyên Đức.
| Phiên âm | Chữ | Chú thích                                          | Ví dụ | Nghĩa    |
| -------- | --- | -------------------------------------------------- | ----- | -------- |
| /p/      | p   |                                                    | pảc   | miệng    |
| /t/      | t   |                                                    | tảu   | rùa      |
| /tʃ/     | ch  |                                                    | chéhp | đau      |
| /k/      | k   | trước i, ih, e, eh, ê                              | kì    | vài      |
| /k/      | k   | trước i, ih, e, eh, ê                              | kíhn  | ăn       |
| /k/      | k   | trước i, ih, e, eh, ê                              | kéng  | canh     |
| /k/      | k   | trước i, ih, e, eh, ê                              | kền   | quấn     |
| /k/      | c   | trước các âm khác                                  | cưhn  | người    |
| /k/      | c   | trước các âm khác                                  | cảu   | cũ       |
| /pʰ/     | ph  |                                                    | phỏhm | tóc      |
| /tʰ/     | th  |                                                    | thả   | mắt      |
| /kʰ/     | kh  |                                                    | khảy  | mở       |
| /ɓ/      | b   |                                                    | béhn  | bay      |
| /ɗ/      | đ   |                                                    | đày   | được     |
| /f/      | f   |                                                    | fay   | bếp, lửa |
| /v/      | v   |                                                    | vahn  | ngày     |
| /w/      | o   | bán mẫu âm o đặt ở cuối chữ sau một nguyên âm dài  |       |          |
| /w/      | u   | bán mẫu âm u đặt ở cuối chữ sau một nguyên âm ngắn |       |          |
| /s/      | s   |                                                    | sãu   | sớm      |
| /ɬ/      | sl  |                                                    | slíhp | mười     |
| /l/      | l   |                                                    | lán   | con cháu |
| /ʒ/      | d   |                                                    | dụ    | ở        |
| /j/      | i   | bán mẫu âm i đặt ở cuối chữ sau một nguyên âm dài  |       |          |
| /j/      | y   | bán mẫu âm y đặt ở cuối chữ sau một nguyên âm ngắn |       |          |
| /h/      | h   |                                                    | hảhn  | thấy     |
| /m/      | m   |                                                    | mahn  | khoai    |
| /n/      | n   |                                                    | non   | nằm, ngủ |
| /ɲ/      | nh  |                                                    | nhà   | thuốc    |
| /ŋ/      | ng  |                                                    | ngưhn | bạc      |

| Phiên âm | Chữ | Chú thích      | Ví dụ     | Nghĩa |
| -------- | --- | -------------- | --------- | ----- |
| /iː/     | i   | nguyên âm dài  | pí        | năm   |
| /i/      | ih  | nguyên âm ngắn | píhc      | cánh  |
| /eː/     | ê   | nguyên âm dài  | sện       | rẻ    |
| /ɛ/      | eh  | nguyên âm ngắn | péht      | vịt   |
| /æː/     | e   | nguyên âm dài  | khẻng     | cứng  |
| /ɨː/     | ư   | nguyên âm dài  | slứ       | hổ    |
| /ɨ/      | ưh  | nguyên âm ngắn | khừhn     | lên   |
| /əː/     | ơ   | nguyên âm dài  | pởt       | ướt   |
| /a/      | ah  | nguyên âm ngắn | áhn       | cái   |
| /a/      | ah  | hah đọc là haư | hah (haư) | nào   |
| /aː/     | a   | nguyên âm dài  | pá        | cá    |
| /uː/     | u   | nguyên âm dài  | tú        | con   |
| /u/      | uh  | nguyên âm ngắn | lụhc      | con   |
| /oː/     | ô   | nguyên âm dài  | cộn       | hòn   |
| /ɔ/      | oh  | nguyên âm ngắn | đóhng     | rừng  |
| /ɔː/     | o   | nguyên âm dài  | slón      | dạy   |

Nùng Phản Slình Bắc Giang gồm sáu thanh. Tất cả sáu thanh đều đọc như tiếng miền bắc Việt Nam, trừ dấu ngã (◌̃). Dấu (◌̃) trong tiếng Nùng thì âm hơi cao lên với tắc âm thanh môn sau.Sáu thanh đó là: (1) cao lên (◌́), (2) cao lên với tắc âm thanh môn ở cuối chữ (◌̃), (3) trung (bằng) không dấu, (4) thấp đi lên (◌̉), (5) trung (thấp) xuống (◌̀), và (6) thấp với tắc âm thanh môn (◌̣).
Đoạn văn mẫu
Một đoạn văn mẫu từ Sáng Thế Ký 1 (Genesis 1) trong Kinh Thánh:
| Càng Nohng (Tiếng Nùng)                                                                                        | Latina (Tiếng Latinh)                                                                                          | Tiếng Việt                                                                                              |
| Mự-ni tau-sli Kể Vú Fã hẻht fã sạu áhn tị-dạ ọc ma pehn này.                                                   | In principio creavit Deus caelum et terram.                                                                    | Ban đầu Đức Chúa Trời dựng nên trời đất.                                                                |
| Lúhc tế sahng hảhn pehn táhc lộ, slỉ tị nhahng đáhm-lihn; lẽo Slíhng Kể Vú Fã páy tẹo dụ cháng áhn tị đáhm tế. | Terra autem erat inanis et vacua et tenebrae erant super faciem abyssi, et Spiritus Dei ferebatur super aquas. | Vả, đất là vô hình và trống không, sự mờ tối ở trên mặt vực; Thần Đức Chúa Trời vận hành trên mặt nước. |
| Lẽo Kể Vú Fã hã vạ: Áhn hụhng pển ọc ma. Chỉhng mi áhn hụhng.                                                  | Dixitque Deus: Fiat lux. Et facta est lux.                                                                     | Đức Chúa Trời phán rằng: Phải có sự sáng; thì có sự sáng.                                               |
| Kể Vú Fã chểu hảhn áhn hụhng đáy, chỉhng páhn ọc ma mi áhn hụhng áhn đáhm.                                     | Et vidit Deus lucem quod esset bona: et divisit lucem a tenebris.                                              | Đức Chúa Trời thấy sự sáng là tốt lành, bèn phân sáng ra cùng tối.                                      |
| Lẽo Kể Vú Fã hã vạ: áhn hụhng dụ pehn tahng vahn, áhn đahm dụ pehn tahng hựhn; lúhc tế hẻht vahn tại éht.      | Appellavitque lucem Diem, et tenebras Noctem; dies unus.                                                       | Đức Chúa Trời đặt tên sự sáng là ngày; sự tối là đêm; ấy là ngày thứ nhứt.                              |

### Chữ Nùng Latinh 1961
Chữ Tày Nùng Latinh được chính phủ Việt Nam phê chuẩn năm 1961 cho khu tự trị Việt Bắc (1956-1975). Chữ Tày Nùng Latinh được xây dựng dựa trên cơ sở chữ quốc ngữ: cùng con chữ, cùng một cách ghép vần đối với những âm tiết giống nhau. Bảng chữ cái Tày Nùng chỉ được dạy trong các trường tiểu học trong một thời gian ngắn vào thập niên 1960, rồi sau đó rơi vào quên lãng. Bảng chữ cái này không được truyền bá sử dụng trong cộng đồng. Ngay cả những phát thanh viên tiếng Tày Nùng tại các đài phát thanh vùng nói tiếng Tày Nùng cũng không biết bảng chữ cái này. Họ viết tin tức để đọc trong các chương trình phát thanh bằng ký tự riêng của mỗi người giống các phát thanh viên tiếng Dao ngày nay đang làm.
| Phiên âm                 | Chữ | Ví dụ      | Nghĩa  |
| ------------------------ | --- | ---------- | ------ |
| /ɓ/                      | b   | bẻ         | dê     |
| /k/                      | c   | cáy        | gà     |
| /k/                      | k   | ki         | còi    |
| /k/                      | q   | quai       | khôn   |
| /k/                      | k   | khay tu    | mở cửa |
| /z/                      | d   | dú         | ở      |
| /ɗ/                      | đ   | đo         | đủ     |
| /f/                      | f   | fạ         | trời   |
| /h/                      | h   | hai        | trăng  |
| /l/                      | l   | lăng       | lưng   |
| /m/                      | m   | má         | chó    |
| /n/                      | n   | ray        | ruộng  |
| /r/                      | r   | rằng       | ổ      |
| /p/                      | p   | pu         | cua    |
| /s/                      | x   | xú         | tai    |
| /t/                      | t   | tú         | cửa    |
| /v/                      | v   | và         | sải    |
| /ɲ/                      | nh  | nhả        | cỏ     |
| /c/~/tɕ/                 | ch  | chả        | mạ     |
| /ŋ/                      | ng  | ngà        | vừng   |
| /tʰ/                     | th  | tha        | mắt    |
| /kʰ/                     | kh  | kha        | chân   |
| /pʰ/                     | ph  | phải       | vải    |
| /ɬ/                      | sl  | slam       | ba     |
| /ɓj/                     | bj  | bjoóc      | hoa    |
| /mj/                     | mj  | mjạc       | trơn   |
| /pj/                     | pj  | pja        | cá     |
| /pʰj/                    | phj | phja       | núi đá |
| những âm địa phương      |     |            |        |
| /t'/                     | t'  | t'ả        | sông   |
| /w/                      | w   | wằn        | ngày   |
| /j/                      | j   | ja         | thuốc  |
| /ɣ/                      | c   | cần        | người  |
| Những âm mượn tiếng Việt |     |            |        |
| / /                      | gi  | giờ        |        |
| /tʂ/                     | tr  | trường     |        |
| /ʂ/                      | s   | (học) sinh |        |

| Phiên âm  | Chữ    | Ví dụ          | Nghĩa             |
| --------- | ------ | -------------- | ----------------- |
| /a/       | a      | ca             | con quạ           |
| /ă/       | ă      | mắn            | vững chắc         |
| /ə/~/ɤ/   | ơ      | tơ             | tơ lụa            |
| /ə̆/~/ɤ̌/   | â      | bân            | bay               |
| /ɛ/       | e      | bén            | cái mẹt           |
| /e/       | ê      | mên            | thối, hôi         |
| /i/       | i      | pi             | năm (thời gian)   |
| /u/       | u      | mu             | lợn               |
| /ɨ/~/ɯ/   | ư      | mử             | mợ                |
| /ɔ/       | o      | mỏ             | nồi               |
| /o/       | ô      | nồm            | sữa               |
| /iə/      | iê, ia | 1.niêng; 2.mìa | 1.diều; 2.vợ      |
| /uə/      | uô, ua | 1.tuống; 2.tua | 1.dây quai; 2.con |
| /ɨə/~/ɯɤ/ | ươ, ưa | 1.nưới; 2.mừa  | 1.mệt; 2.đi       |

1. Các nguyên âm dài: i, u,ư...trong tiếng Tày Nùng sẽ được thể hiện bằng hai chữ cái, như: khiing (gừng), khuúp (đầy năm)
2. Đánh dấu sắc (') các từ có kết cấu là âm tiết khép: hap (cách viết theo phương án không dấu) ---> háp (gánh)

### Thanh điệu
| Tên       | Dấu | Nét |
| --------- | --- | --- |
| Không dấu |     | ˧   |
| Dấu sắc   | ◌́   | ˧˥  |
| Dấu huyền | ◌̀   | ˨˩  |
| Dấu hỏi   | ◌̉   | ˧˩˧ |
| Dấu nặng  | ◌̣   | ˧˨ˀ |

Trong phương án có dùng dấu ngã /◌̃/ để ghi các từ mượn từ tiếng Việt. Trong phương án không có ký hiệu để ghi thanh lửng, những từ mang thanh lửng đều được thể hiện bằng thanh hỏi /◌̉/.